# Arsenio Mary
Arsenio Mary o Arzeno Mary (Tucumán, Argentina; 1876 - Buenos Aires, Argentina; 1920) fue un actor cómico hispano-argentino de larga trayectoria.

## Carrera
Esposo de la actriz española Felisa Mary (1888-1956), comenzó junto a ella el largo camino de la profesión de actor en el teatro porteño a fines del siglo XIX. Fue un actor genérico de rico temperamento que se hizo popular por encarnar al comandante de "El distinguido ciudadano": ¡Amanecía!.
En teatro formó importantes compañías con primera figuras del momento como Salvador Rosich, Roberto Casaux y Cesar Ratti por Joaquín de Vedia. Integró en 1913 junto a Silvia Parodi, Felisa Mary, Rosa Catá, Pancho Aranaz y Enrique Muiño el elenco estable de la compañía Tesada- Arellano, con la que hicieron varias giras por Montevideo.

## Teatro
- La solterona, con Felisa Mary, César Ratti, Lucía Barause y el galán Eduardo Zucchi.
- El Anzuelo.
- La serenata
- Distinguido ciudadano
- Los cimientos de la dicha
- El Telégrafo
- El león ciego

- Datos: Q22122544